# 美含郡
美含郡（日语：／ Mikumi gun */?）是過去位於兵庫縣北部的郡，已於1896年4月1日與氣多郡一同被併入城崎郡。
過去的範圍包括現在的豐岡市西北部地區、香美町的北部和新溫泉町的東北部一小部分地區。

## 歷史
在令制國時代屬於但馬國。19世紀末江戶時代結束之際，美含郡分屬出石藩和幕府的領地。
隨著1868年幕府的結束及接著實施的廢藩置縣政策，曾分別先後隸屬府中裁判所、久美濱縣、出石縣，1871年全數被整併到豐岡縣內，1876年再次整併到兵庫縣。
1879年實施郡區町村編制法，正式的設置了近代的行政區劃「美含郡」，但當時是與城崎郡共同設置「城崎美含郡役所」，郡役所設於城崎郡豐岡町（位於現在的豐岡市），1896年美含郡直接被併入城崎郡。

### 沿革

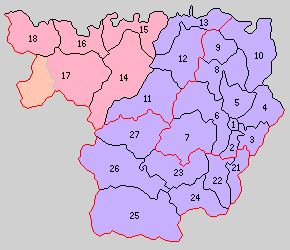
1889年美含郡轄下的行政區劃
11.奧竹野村 12.中竹野村 13.竹野村 14.奧佐津村 15.口佐津村 16.香住村 17.長井村 18.余部村
（紫色：現屬豐岡市、紅色：現屬香美町、橙色：現屬新溫泉町

- 1889年4月1日：實施町村制，美含郡下設：奧竹野村（日语：奥竹野村）、中竹野村（日语：中竹野村）、竹野村（日语：竹野町）、奧佐津村（日语：奥佐津村）、口佐津村（日语：口佐津村）、香住村（日语：香住町）、長井村（日语：長井村 (兵庫県)）、部村。（8村）
- 1896年4月1日：美含郡和氣多郡一同被併入城崎郡。